# Norman Dike
Norman Staunton Dike, Jr. (19 de Maio de 1918 - 23 de Junho de 1985) foi um oficial da Easy Company, 2o Batalhão, 506o Regimento de Infantaria Paraquedista na 101a Divisão Airborne durante a Segunda Guerra Mundial. Dike foi retratado na minissérie Band Of Brothers por Peter O'Meara.

## Juventude
Dike se formou na Brown University e seu pai foi um juiz da Suprema corte. Sua mãe era da famosa família de joias Biddle de Nova York. 

## Carreira Militar
Dike foi transferido do quartel general para a Easy Company na primeira semana de novembro 1944 tornando-se comandante. Durante o ataque a Foy, ele ordenou ao pelotão para se abrigar. Seus companheiros de equipe lhe informaram que seriam mortos se continuassem parados ali. Ao mesmo tempo, o capitão Richard Winters, ex-comandante da Easy Company, tentou contatar Dike por rádio para dizer-lhe a mesma coisa. Sem ter ideia de como controlar a situação, Dike congelou. "Ele se desfez", disse o 2o. Tenente Clifford Carwood Lipton. Ele foi dispensado durante a luta em Bastogne e substituído pelo 1o tenente Ronald Speirs e, em seguida, tornou-se assessor de Maxwell Taylor.
Winters, depois, falou em detalhes sobre o que não faz jus a Dike, em sua autobiografia, Beyond Band of Brothers: The War Memoirs de Richard Winters. Do mesmo modo, Brothers in Battle—Best of Friends, William Guarnere and Edward "Babe" Heffron não se referem a ele de maneira positiva. Seus constantes desaparecimentos e inexplicável desatenção, para com os homens sob seu comando, e sua preferência por permanecer em uma trincheira, ao invés de lutar, deram-lhe o apelido pejorativo de "Foxhole Norman" entre os membros da Easy Company.

## Anos mais tarde
Após a guerra ele ganhou seu diploma de Direito da Universidade de Yale. Dike morreu na Suíça em 1985.

## Ligações Externas
- Discussion board on Dike from Trigger Time Forum website